# 寺 (交野市)
寺（てら）は、大阪府交野市の地名。現行行政地名は、寺1丁目から4丁目と大字寺。大字寺から分かれた寺南野（てらみなみの）についても本項で述べる。寺1–4丁目と寺南野（丁目なし）において住居表示実施済み。

## 地理
交野市の北東に位置する。北西部が寺1–4丁目、南東の山地部が大字寺で、寺1丁目の南端西側に、JR片町線（学研都市線）を挟んで寺南野がある。寺の西（寺南野の北）に向井田・青山があり、北から東にかけて神宮寺・大字倉治・大字私部・大字傍示、南に大字森・森南と接しており、寺南野の南で森北、西で私部南と隣接している。

### 河川
- 私部北川[8][9]

## 歴史
室町時代、河内国交野郡の内に寺村郷の郷名があった。
江戸時代には寺村の村名が見られる。村高のうち28石余りは石清水八幡宮領で、312石余りは寛永10年（1633年）に山城淀藩の永井氏領、元禄7年（1694年）に幕府領、宝永元年（1704年）に上野沼田藩の本多氏領となり、享保15年（1730年）に再度幕府領となった後、文久2年（1862年）に京都守護職役知となった。
1881年（明治14年）、大阪府に所属し、1889年（明治22年）、磐船村の大字寺となった。

### 地名の由来
寺の地名は寺院があったことに由来するとされる。また、弥生時代から奈良時代かけて「てるは」と呼んでいた地名が、転訛して「てら」になったともいう。
寺南野は寺の小字「南野」に由来する。

### 沿革
- 1889年（明治22年） - 交野郡磐船村の大字となる[13]。
- 1896年（明治29年） - 所属郡が北河内郡に変わる[14]。
- 1939年（昭和14年） - 交野町の大字となる[8]。
- 1971年（昭和46年） - 交野市の大字となる[8]。
- 1975年（昭和50年） - 一部が青山5丁目、向井田1–3丁目となる[15]。
- 1978年（昭和53年） - 寺1-4丁目、寺南野が大字寺から分かれて成立[16]。

## 世帯数と人口
2024年（令和6年）3月31日現在の世帯数と人口は以下の通りである。
| 丁目    | 世帯数  | 人口  |
| ------- | ------- | ----- |
| 大字寺  | 0世帯   | 0人   |
| 寺1丁目 | 100世帯 | 206人 |
| 寺2丁目 | 249世帯 | 567人 |
| 寺3丁目 | 60世帯  | 142人 |
| 寺4丁目 | 9世帯   | 13人  |
| 寺南野  | 0世帯   | 0人   |
| 計      | 418世帯 | 928人 |

## 学区
市立の小・中学校に通う場合、学区は以下の通りとなる。
| 町丁      | 番・番地等 | 小学校             | 中学校             |
| --------- | ---------- | ------------------ | ------------------ |
| 大字寺    | 全域       | 交野市立岩船小学校 | 交野市立第四中学校 |
| 寺1–4丁目 | 全域       | 交野市立岩船小学校 | 交野市立第四中学校 |
| 寺南野    | 全域       | 交野市立岩船小学校 | 交野市立第四中学校 |

## 施設
- 関西創価中学校・高等学校（寺3丁目）[18][19]
- 大阪府立交野支援学校（寺4丁目）[20]
- 大阪府立交野高等学校（寺南野）[21]
- 正行寺（寺2丁目）[22]
- 住吉神社（大字寺）[23]

## 交通

### 鉄道
寺・寺南野の間をJR片町線（学研都市線）が走るが、域内に駅はない。最寄駅は同線河内磐船駅（森南1丁目）。